# Marieta Ilcu
Marieta Ilcu (n. 16 octombrie 1962, Darabani, România) este o fostă atletă română.

## Biografie
Sportiva s-a născut la Darabani și a copilărit în Păltiniș și Hunedoara. Prima ei performanță notabilă este medalia de bronz cucerită la Universiada din 1985 de la Kobe (Japonia) la proba de săritură în lungime. În același an a stabilit un nou record național (44,18 s) cu ștafeta de 4×100 m, împreună cu Doina Voinea, Lucia Militaru și Mihaela Pogăcean. În anul 1987 a obținut medalia de aur la Universiada de la Zagreb (Iugoslavia) cu o săritură de 6,81 m, iar în 1988 a stabilit un nou record național la proba de 100 m (11,36 s).
Săritoarea română a devenit vicecampioană mondială în sală din 1989 la Campionatul de la Budapesta, fiind devansată de sovietica Galina Cistiakova, deținătoarea recordului mondial. La sezonul în aer liber a stabilit un nou record personal cu o săritură de 7,08 m și s-a clasat pe locul 2 la Universiada de la Duisburg (Germania). Și la Campionatul European din 1990 de la Split (Iugoslavia) a obținut medalia de argint.
A câștigat medalia de bronz la Campionatul Mondial în sală din 1991 și medalia de argint la Campionatul European în sală din 1992. În același an a participat la Jocurile Olimpice de la Barcelona, fără a ajunge în finală. În anul 1993 a devenit campioană mondială în sală.
Ea a obținut peste 30 de titluri naționale și a înregistrat patru recorduri naționale. A fost numită Maestră a Sportului în 1981 și Maestră emerită a sportului în 1994; este cetățean de onoare al orașului Hunedoara. În 2004 a primit Ordinul Meritul Sportiv clasa a III-a.

## Realizări
| An   | Competiție                   | Locație               | Loc | Note |
| ---- | ---------------------------- | --------------------- | --- | ---- |
| 1985 | Universiada                  | Kobe, Japonia         | 3   | 6,61 |
| 1986 | Campionatul European în sală | Madrid, Spania        | 7   | 6,61 |
| 1987 | Universiada                  | Zagreb, Iugoslavia    | 1   | 6,81 |
| 1987 | Campionatul Mondial          | Roma, Italia          | 14  | 6,50 |
| 1988 | Campionatul European în sală | Budapesta, Ungaria    | 10  | 6,37 |
| 1989 | Campionatul Mondial în sală  | Budapesta, Ungaria    | 2   | 6,86 |
| 1989 | Universiada                  | Duisburg, Germania    | 2   | 6,71 |
| 1990 | Campionatul European în sală | Glasgow, Regatul Unit | 5   | 6,57 |
| 1990 | Campionatul European         | Split, Iugoslavia     | 2   | 7,02 |
| 1991 | Campionatul Mondial în sală  | Sevilla, Spania       | 3   | 6,74 |
| 1991 | Campionatul Mondial          | Tokio, Japonia        | 6   | 6,72 |
| 1992 | Campionatul European în sală | Genova, Italia        | 2   | 6,74 |
| 1992 | Jocurile Olimpice            | Barcelona, Spania     | 15  | 6,46 |
| 1993 | Campionatul Mondial în sală  | Toronto, Canada       | 1   | 6,84 |
| 1993 | Campionatul Mondial          | Stuttgart, Germania   | 15  | 6,40 |
| 1995 | Campionatul Mondial în sală  | Barcelona, Spania     | 8   | 6,52 |
| 1996 | Campionatul European în sală | Stockholm, Suedia     | 13  | 6,30 |

## Recorduri personale
| Probă           | Performanță | Dată              | Locație      |
| --------------- | ----------- | ----------------- | ------------ |
| Lungime         | 7,08 m      | 25 iunie 1989     | Pitești      |
| 100 m           | 11,36 s     | 9 iulie 1988      | București    |
| 4×100 m         | 44,18 s RN  | 2 august 1985     | Stara Zagora |
| Lungime în sală | 6,95 m      | 25 februarie 1989 | Bacău        |
| 60 m în sală    | 7,60 s      | 18 februarie 1990 | Budapesta    |

## Legături externe
- en Marieta Ilcu la World Athletics
- en Marieta Ilcu la Olympedia.org
- en  Marieta Ilcu la athleticspodium.com